# كريستيانو دا سيلفا سانتوس
كريستيانو دا سيلفا سانتوس هو لاعب كرة قدم برازيلي في مركز الهجوم، ولد في 16 مايو 1987 في Pedro Leopoldo ‏ في البرازيل. لعب مع أتلتيكو مينيرو ونادي الشرطة ونادي جوينفيل ونادي ريو برانكو ونادي سي آر بي ونادي شابيكوينسي ونادي موجي ميريم ونادي ناوتيكو.